# أسباب ونشأة متلازمة توريت
متلازمة توريت (و تعرف أيضا «باضطراب توريت»، و«متلازمة چيل دو لا توريت» و، «جي تي إس»  ) هو اضطراب عصبي وراثي يحدث مع بداية مرحلة الطفولة ولم تعرف أسباب حدوث الإصابة بمتلازمة توريت حتى الآن، والتي تتميز بوجودتشنجات عضلية لا إرادية حركية متعددة وتكرار صوتي لا إرادي.
تتميز متلازمة توريت بظهورها لفترة زمنية وانخفاض حدوثها لدى المصاب لفترة أخرى.
تعد متلازمة توريت نوع من أنواع اضطرابات الحركة، والتي تشمل التشنجات اللاإرادية العابرة أو الحركات المتكررة المزمنة.
المسبب الرئيسي لمتلازمة توريت غير معروف حتى الآن، ولكن تلعب كلاً من العوامل الوراثية والبيئية دورًا بالإصابة.
وقد أثبتت الدراسات الجينية أن الغالبية العظمى من حالات متلازمة توريت هي حالات جينية وراثية، على الرغم من أن المسبب المسؤول عن الإصابة عن طريق الوراثة غير معروف  ولم يتم التعرف على الجين المسؤول بحدوث تلك المتلازمة لدى المصابين حتى الآن.
ويعتقد أن التشنجات اللاإرادية تنجم عن اختلال وظيفي فيالمهاد،العقد القاعدية، والقشرة الأمامية من الدماغ، التي تحدث بسبب نشاط غير طبيعي في كيمياء الدماغ، أوالناقلات العصبية، والدوبامين.
العوامل غير الوراثية لا تسبب متلازمة توريت ولكن يمكن أن تؤثر على شدة الإصابة، على سبيل المثال: بعض أشكال متلازمة توريت قد تكون مرتبطة وراثيا باضطراب الوسواس القهري، في حين لم يتم فهم العلاقة بين متلازمة توريت واضطراب فرط الحركة وتشتت الإنتباه بعد بشكلٍ كامل. 

## العَوامل الوراثية
أثبتت الدراسات الجينية، بما في ذلك دراسات التوائم ، أن الغالبية العظمى من حالات متلازمة توريت هي حالات وراثية، على الرغم من أن الجين المسؤول عن الإصابة لم يعرف بعد.
يعتقد منذ وقتٍ طويل أن معظم اضطرابات الحركة تنتقل وراثيًا عبرالجين السائد، ولكن البحوث التي أجريت مؤخرًا تعتقد بعكس فرضية الجين السائد وتؤكد إمكانية ارتباط جينات متعددة أخرى.
وفقا لروجر فريمان «الجينات التي تسبب متلازمة الحركات اللإرادية المتكررة لم يتم تحديدها بعد، بل من المستبعد جدًا أن يوجد هناك جين واحد فقط مسؤول عن الإصابة، التشنجات الحركية اللاإرادية تنتقل بين الأجيال، ولكن ليست في النمط المندلي (السائد، المتنحي، وما إلى ذلك).».
في بعض الحالات، قد لا تنتقل حالات التشنجات اللاإرادية الحركية وراثيًا ويتم تحديد هذه الحالات بأنها «متفرقة» (المعروفة أيضا باسم توريتزم) بسبب عدم وجود صلة وراثية معروفة عند الإصابة.
 والشخص المصاب بمتلازمة توريت تزيد فرصة بنحو 50٪ من تمرير الجينات إلى واحد من أطفاله/ـا. كما يبدو يلعب عامل الجنس دورًا كبيرًا في زيادة احتمالية الإصابة، حيث يعتبر الذكور أكثر عرضة للإصابة بالتشنجات الحركية اللاإرادية من الإناث. لا تعني الإصابة بمتلازمة توريت في شخصٍ ما أن كل من يرث العامل الجيني الوراثي تظهر عليه الأعراض. تظهر متلازمة توريت أيضًا بأعراض متفاوتة حتى في أفراد الأسرة الواحدة على الرغم من توافق التركيب الجيني لكن قد تظهر مستويات مختلفة في شدة الأعراض. يمكن أن تظهر متلازمة توريت بطرق مختلفة فقد تكون مجرد تشنجات حركية لاإرادية عابرة أو مزمنة أو أعراض الوسواس القهري مثل الهوس مع عدم وجود تلك التشنجات الحركية اللاإرادية على الإطلاق. إلا أن عدد قليل من الأطفال الذين يرثون الجين سيكون لديهم أعراض حادة بما يكفي لتتطلب عناية طبية. لا يوجد حاليا أي وسيلة للتنبؤ عن شدة الأعراض التي قد تعتري الطفل عند إصابته بالجينات المسببة للإصابة.  
تشير الأبحاث الحديثة إلى أن عددًا قليلاً من حالات متلازمة توريت قد يكون سببه وجود خلل في كروموسوم 13 من جين SLITRK1. يمكن أن يكون سبب بعض حالات توريتزم (التشنجات الحركية اللاإرادية لأسباب أخرى غير متوارثة من متلازمة توريت) تحدث من خلال الطفرات. [ويبدو أن العثور على خلل الكروموسومات لتطبيق العامل الوراثي يشير إلى أقلية من الحالات (1-2٪) فقط، ولا زالت الدراسات جارية لتحديد موقع كل من الجينات المسؤولة عن الإصابة بمتلازمة توريت.

## الفِيزْيُولُوجْيا المَرَضِيَّة

أجزاء الدماغ التشريحية المصابة في متلازمة توريت

لم يثبت السبب الذي يؤدي إلى حدوث الإصابة بمتلازمة توريت، ولا يوجد العامل الدقيق في حدوث الإصابة بمتلازمة توريت حتى الآن. ويعتقد أن تلك التشنجات الحركية الغير إرادية تنجم عن اختلال وظيفي فيالجهاز العصبي المركزي، في المناطق القشرية وتحت القشرية، المهاد، العقد القاعدية، والقشرة الأمامية من الدماغ. نماذج الناقلات العصبية التي تدل على خلل الدائرة العصبية التي تربط القشرة الدماغية بما تحت القشرة وكذلك في التقنية التصويرية بين العقد القاعدية والقشرة الأمامية. تعرض البحوث أدلة كثيرة على أن النشاط غير الطبيعي للمادة الكيميائية في الدماغ والناقلات العصبية المعروفة بالدوبامين تلعب دور كبير في الخلل العصبي. زيادة الدوبامين أو ارتفاع معدل الارتباط بمستقبلات الدوبامين قد تكمن وراء الإصابة بمتلازمة توريت. ويمكن أيضا أن يكون هناك ناقلات عصبية أخرى تتسبب بذلك.

## التأثيرات غير الوراثية
تشير الدراسات إلى أن هناك عوامل أخرى تؤثر على شدة أعراض الإصابة بمتلازمة توريت مثل العوامل البيئية المحيطة أو النفسية أو الإصابة بالأمراض المعدية بينما لا تسبب بشكل مباشر الإصابة بالمرض ولكن يمكن أن تؤثر على شدة الاضطراب. [ 5 ] وقد أظهرت الدراسات أن التوأم الذي يعاني من انخفاض الوزن عند الولادة يكون أكثر عرضة للإصابة بأعراض أكثر وضوحاً وشدة. و الفترة المحيطة بالولادة مثل الإجهاد والتدخين لدى الأمهات الحوامل،  و مضاعفات الولادة ، في حين لا تسبب التشنجات اللاإرادية بشكل مباشر ولكن قد تكون عوامل مؤثرة لزيادة شدة الحركات اللاإرادية. قد تؤثر أمراض المناعة الذاتية أيضاً في شدة الإصابة في بعض الحالات. اضطرابات الأطفال المناعية الذاتية العصبية والنفسية المرتبطة بالتهابات العقديات وارتباطها في ظهور ونشأة الإصابة بالمرض هي فرضية غير مثبتة بينما اضطراب الوسواس القهري هو ما يجري عليه البحث حاليًا 

## العلاقة بين متلازمة توريت ومتلازمة اضطراب الحركة وتشتت الانتباه والوسواس القهري
بعض أشكال الوسواس القهري قد تكون مرتبطة وراثيا بمتلازمة توريت حيث تظهر الدراسات الجينية زيادة معدل حالات الوسواس القهري المرتبطة بمتلازمة توريت لدى أقارب المرضى الذين يعانون من متلازمة توريت، وبالتالي يدل ذلك على تعزيز فكرة أن بعض أشكال الوسواس القهري هي ذات صلة بمتلازمة توريت ويمكن أن تكون من الأسباب المرضية التي تعتبر مهمة للتعبير عن التشنجات اللاإرادية. يوجدأدلة أخرى تدعم ارتباط الوسواس القهري ومتلازمة توريت وهو أن الذكور هم أكثر عرضة للإصابة بالتشنجات الحركية اللاإرادية، بينما الإناث هم أكثر عرضة للإصابة بأعراض الوسواس القهري. 
 العلاقة الوراثية لاضطراب فرط الحركة وتشتت الانتباه لمتلازمة توريت هو أقل وضوحًا، مع بعض الأدلة التي تشير إلى عدم وجود صلة بينهما، بينما البعض الآخر تشير إلى أن بعض أشكال متلازمة توريت قد تكون ذات صلة وراثيا لاضطراب فرط الحركة. جميع الأشخاص ذوي متلازمة توريت ليس من الضرورة أن يعانوا من اضطراب فرط الحركة وتشتت الانتباه أو الوسواس القهري، على الرغم من أن العيادات المتخصصة في علاج المرضى الأكثر إعاقة، والتي لوحظ فيها وجود نسبة عالية من المرضى الذين يتلقون العلاج يكون لديهم اضطراب فرط الحركة وتشتت الانتباه ولكن على الرغم من ذلك هناك حاجة إلى مزيد من الدراسات للفهم العلاقة الوراثية بين اضطراب فرط الحركة وتشتت الانتباه مع متلازمة توريت.